# أمينات يوسف جمال
أمينات يوسف جمال (بالإنجليزية: Aminat Yusuf Jamal) (ولدت في 27 يونيو 1997) هي رياضية بحرينية الجنسية نيجيرية المولد متخصصة في سباقات 400 متر حواجز. مثلت بلدها البحرين في بطولة العالم لألعاب القوى 2017 دون أن تصل إلى الدور قبل النهائي. في وقت سابق من ذلك العام فازت بميداليتين في دورة ألعاب التضامن الإسلامي 2017.
أفضل رقم قياسي حققته كان بزمن قدره 56.90 ثانية في باكو بأذربيجان في عام 2017.

## المسابقات الدولية
| العام        | المسابقة                                              | المكان                | المركز       | حدث               | ملاحظة       |
| مثلت البحرين | مثلت البحرين                                          | مثلت البحرين          | مثلت البحرين | مثلت البحرين      | مثلت البحرين |
| ------------ | ----------------------------------------------------- | --------------------- | ------------ | ----------------- | ------------ |
| 2015         | البطولة العربية لألعاب القوى 2015                     | مدينة عيسى، البحرين   | 3            | 400 متر           | 57.27        |
| 2016         | البطولة العربية السابعة عشرة لألعاب القوى للشباب 2016 | تلمسان، الجزائر       | 1            | 100 متر حواجز     | 14.53        |
| 2016         | البطولة العربية السابعة عشرة لألعاب القوى للشباب 2016 | تلمسان، الجزائر       | 1            | 400 متر حواجز     | 58.25        |
| 2016         | بطولة العالم للناشئين لألعاب القوى 2016               | بيدغوشتش، بولندا      | 6            | 400 متر حواجز     | 58.23        |
| 2016         | بطولة العالم للناشئين لألعاب القوى 2016               | بيدغوشتش، بولندا      | –            | 4 × 400 متر تتابع |              |
| 2017         | ألعاب التضامن الإسلامي 2017                           | باكو، أذربيجان        | 3            | 400 متر حواجز     | 56.90        |
| 2017         | ألعاب التضامن الإسلامي 2017                           | باكو، أذربيجان        | 1            | 4 × 400 متر تتابع | 3:32.96      |
| 2017         | بطولة العالم لألعاب القوى 2017                        | لندن، المملكة المتحدة | 32           | 400 متر حواجز     | 57.41        |